# Dom dochodowy Pocztowej Kasy Oszczędności w Warszawie
Dom dochodowy Pocztowej Kasy Oszczędności, także kamienica pracowników Pocztowej Kasy Oszczędności – budynek mieszkalny znajdujący się przy ul. Filtrowej 68 w Warszawie.

## Historia
Budynek został wzniesiony w latach 1925–1926 według projektu Józefa Handzelewicza. Inwestorem była Pocztowa Kasa Oszczędności (PKO). Był to jeden z pierwszych dużych budynków mieszkalnych na zabudowującej się Ochocie. Powstał w układzie pięciu podwórzy z oficynami. Budynek frontowy pierwotnie liczył pięć kondygnacji, z których ostatnia mieściła się w wysokim mansardowym dachu.
Budynek uzyskał bogaty wystrój rzeźbiarski w stylu nawiązującym do baroku oraz detal art déco. Nad wejściem głównym umieszczono rzeźbę orła z rozpostartymi skrzydłami, a powyżej rzeźby puttów obejmujących baranki. W środkowym przęśle zachodniego traktu pieszego znajduje się kapliczka z rzeźbą Chrystusa.
31 lipca 1944 w jednym z mieszkań Antoni Chruściel „Monter” podpisał rozkaz rozpoczęcia powstania warszawskiego. To wydarzenie upamiętnia tablica umieszczona na fasadzie.
W czasie powstania warszawskiego budynek częściowo spłonął. Po II wojnie światowej nie odtworzono jego najwyższej kondygnacji z mansardą. W 2005 został wpisany do rejestru zabytków.
Z budynkiem sąsiaduje, wzniesiony w 1929, drugi dom dochodowy PKO (nr 70).

## Galeria

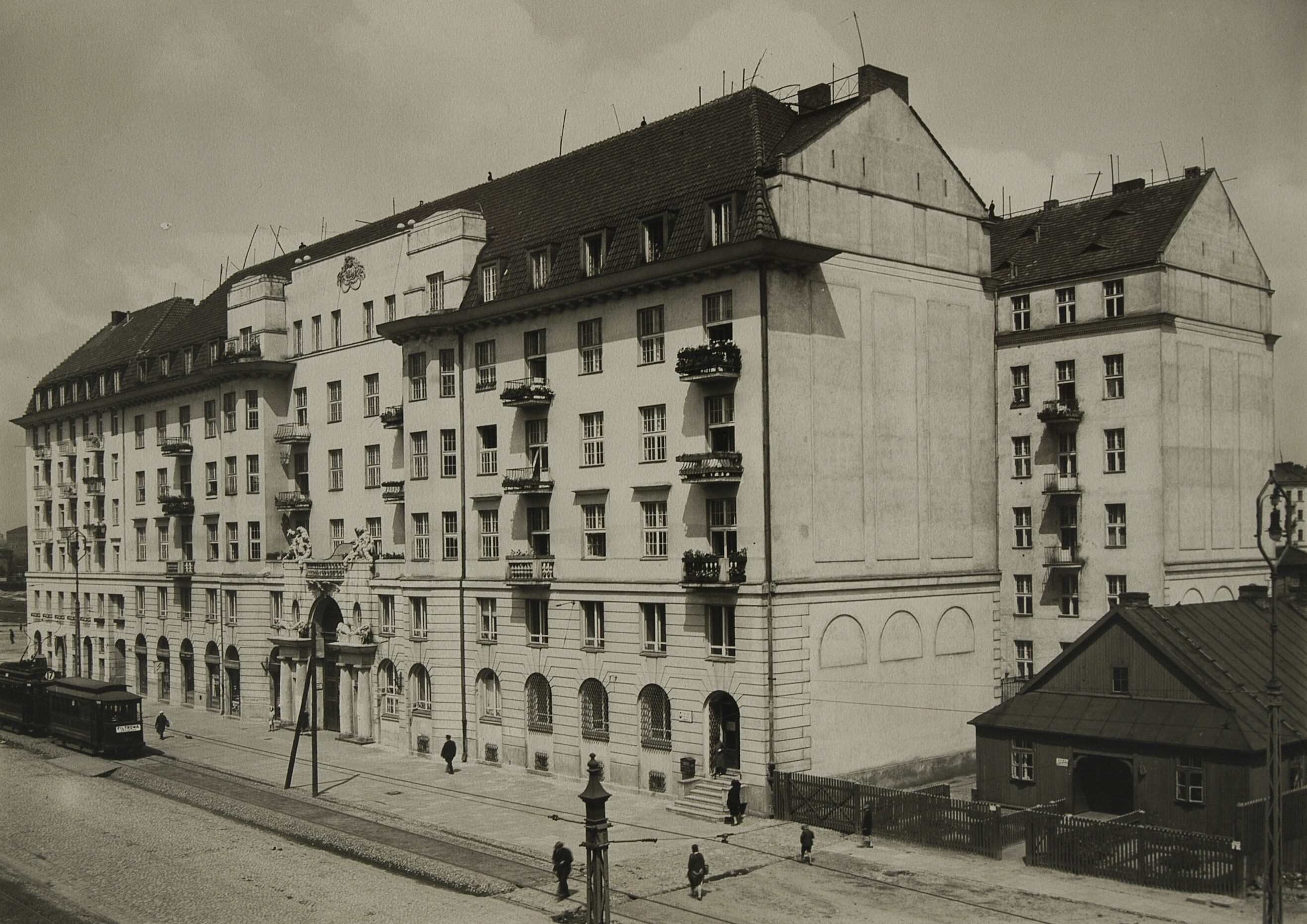
Budynek w dwudziestoleciu międzywojennym
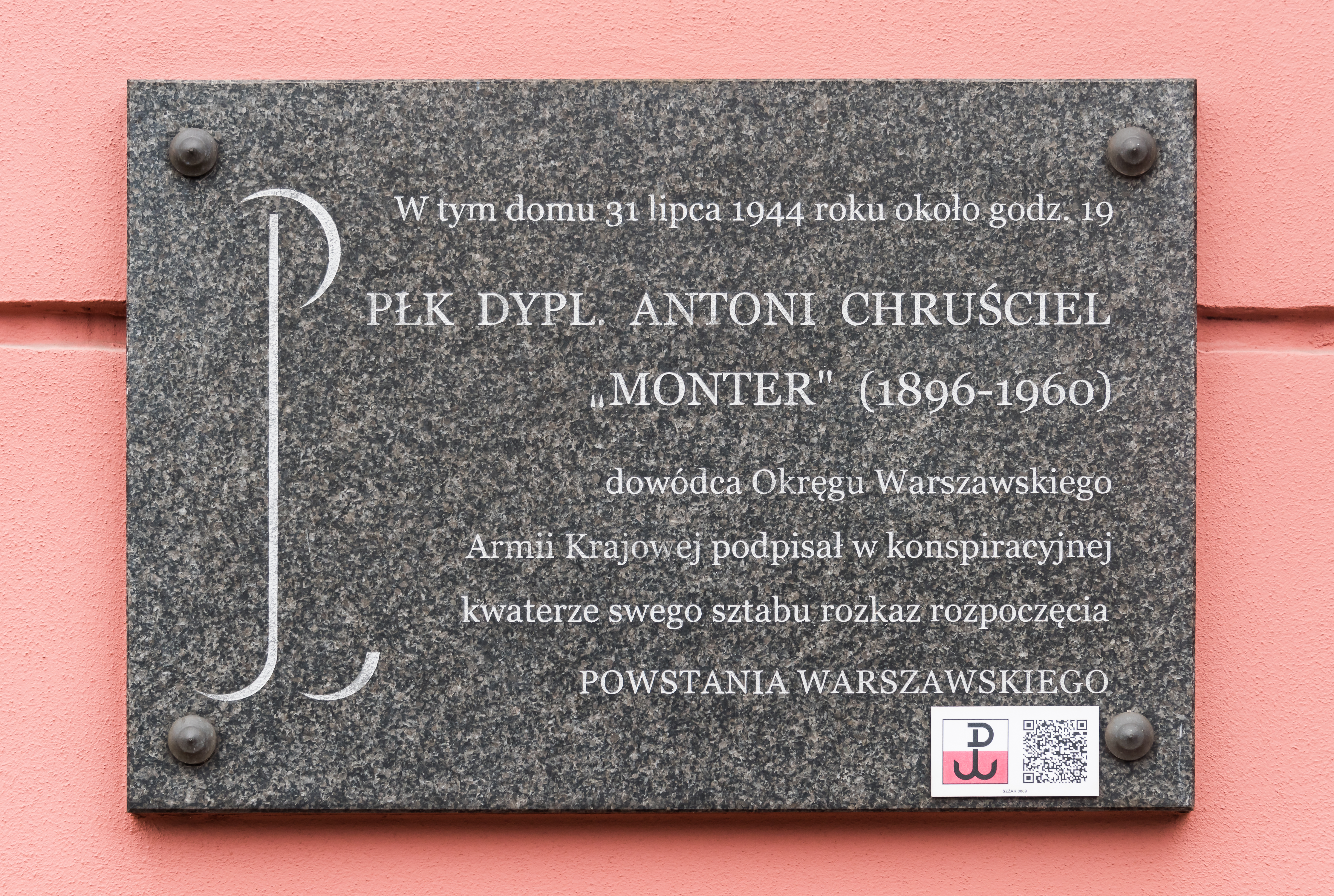
Tablica upamiętniająca podpisanie 31 lipca 1944 rozkazu rozpoczęcia powstania warszawskiego
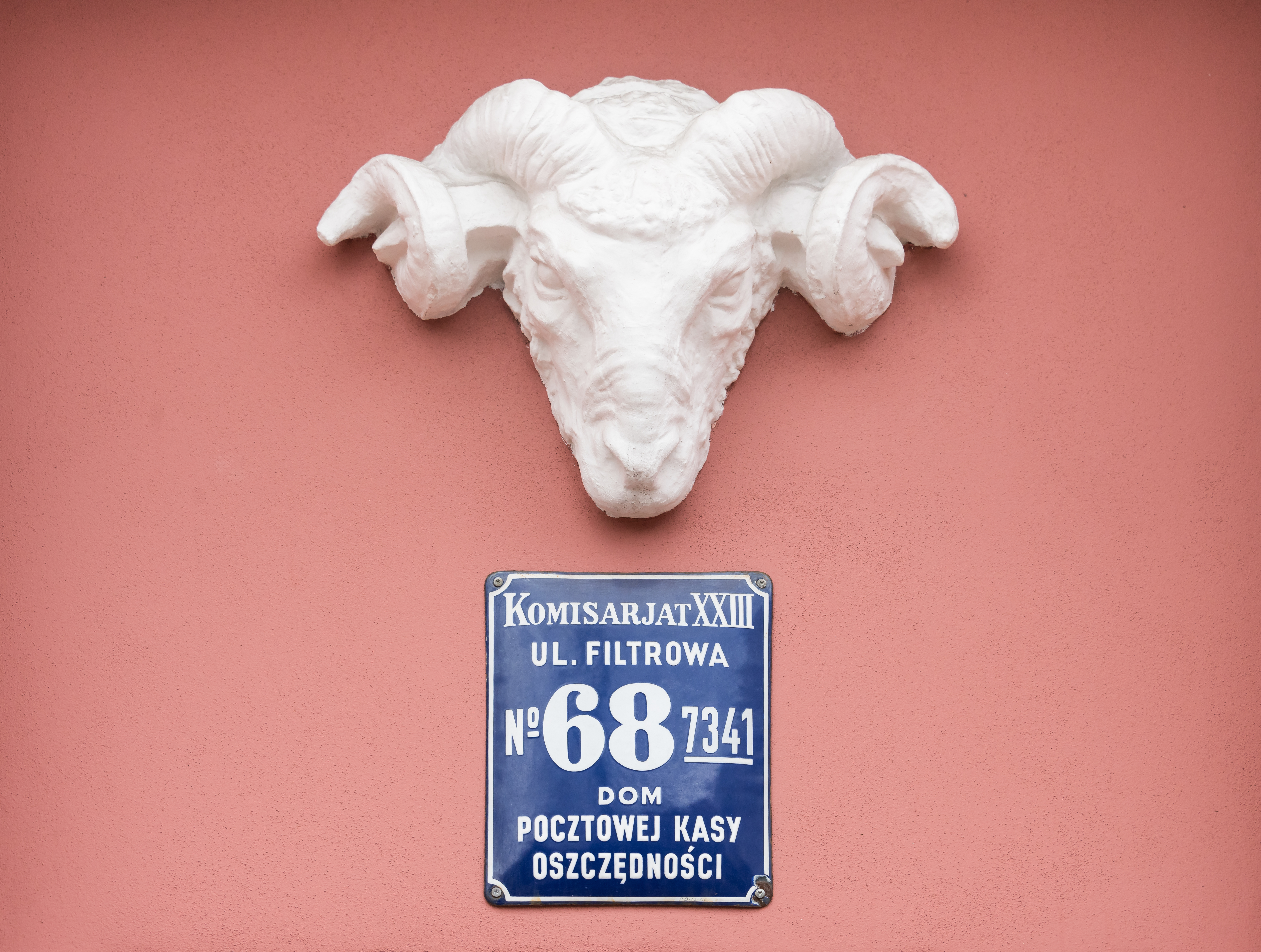
Przedwojenna tablica adresowa
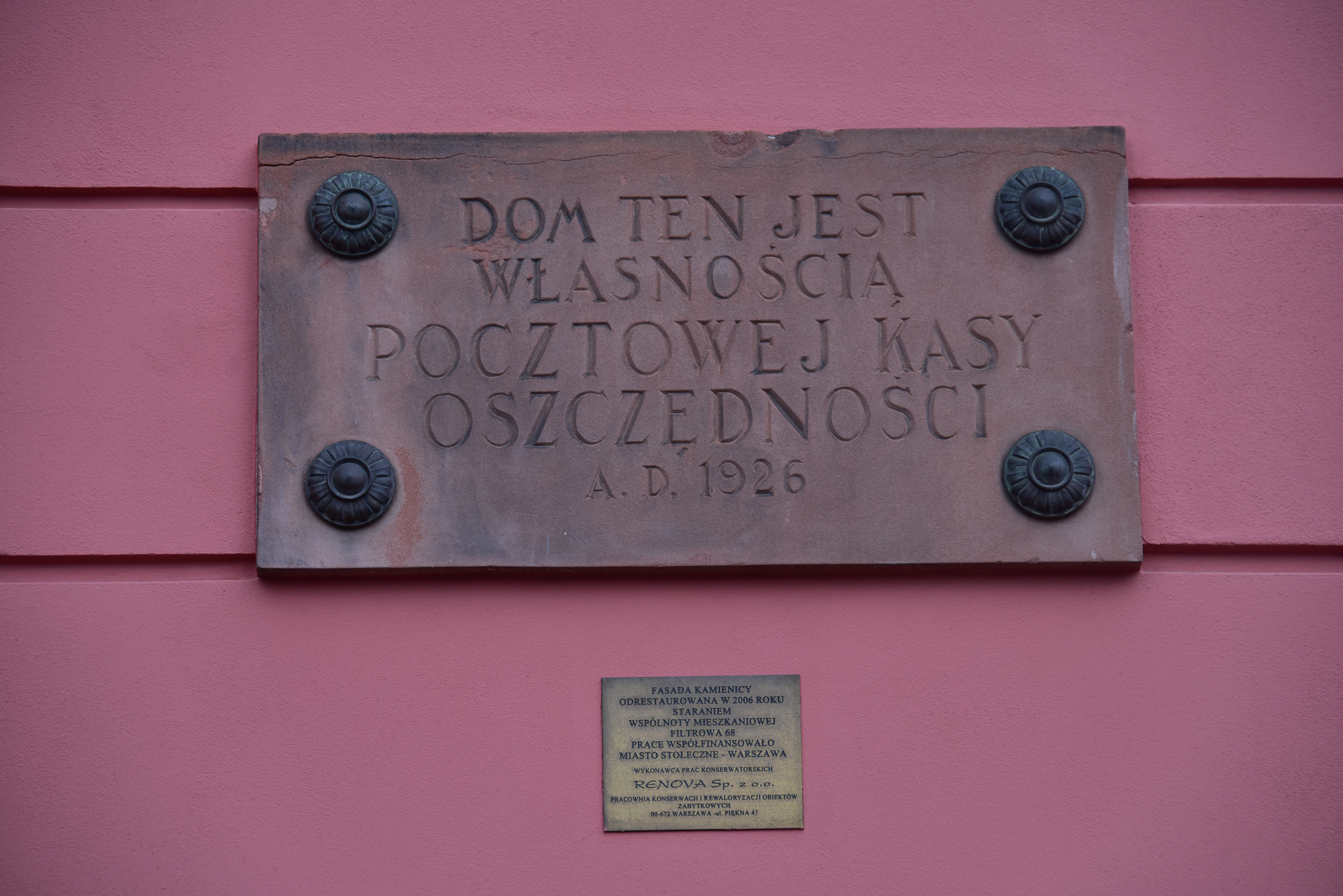
Przedwojenna tablica